# Antônio do Desterro Malheiros
Antônio Malheiros Reimão ou mais precisamente frei António de Nossa Senhora do Desterro Malheiro Reimão, O.S.B. (Ponte de Lima, 13 de junho de 1694 — Rio de Janeiro, 5 de dezembro de 1773) foi um prelado português beneditino e o sexto bispo católico do Rio de Janeiro.

## Biografia
Dom Antônio nasceu na Casa de Pomarchão, Arcozelo (Ponte de Lima), distrito de Viana do Castelo, no seio de uma família nobre local. Filho de Páscoa Pereira Ferraz e de Ventura de Malheiro Reimão, e irmão de Gaspar Malheiro Reimão.
Com doutorado em Teologia pela Universidade de Coimbra, professou sua fé na Ordem de São Bento em 25 de janeiro de 1711, sendo ordenado padre em 28 de agosto de 1718.
Ainda jovem entrou na Ordem de São Bento e foi abade e benfeitor do Colégio da Estrela.
Foi nomeado bispo de São Paulo de Luanda em 3 de setembro de 1738, sendo confirmado em 25 de janeiro de 1739, sendo seu consagrante Dom Tomás de Almeida.
Em 15 de dezembro de 1745, foi transferido para a Diocese de São Sebastião.
Através de uma promessa, adquiriu para a Mitra Arquidiocesana e reformou a Igrejinha de Copacabana (templo que batizou o bairro de Copacabana, no Rio de Janeiro) em 1746. A promessa ocorreu quando o eclesiástico estava chegando a cidade de "São Sebastião do Rio de Janeiro" para assumir a diocese, vindo de Angola, e a sua caravela, ao entrar na baía de Guanabara, sofreu uma impetuosa borrasca. Em meio à chuva forte e os solavancos da embarcação, dom Antônio do Desterro avistou a igreja no alto da colina e prometeu para Nossa Senhora de Copacabana (o católico já conhecia a igreja quando passou rapidamente pela cidade, em sua viagem Portugal-Luanda), caso se salvasse, que faria melhorias na construção. Salvo do desastre eminente, quando assumiu a arquidiocese, cumpriu a promessa. A partir deste momento e com a intervenção financeira, a igreja e os terrenos adjacentes passaram a pertencer a Mitra Arquidiocesana.
Devoto de São Francisco de Paula, o Bispo do Rio de Janeiro Frei Antônio do Desterro Malheiros Reimão resolveu fundar em 1756, uma confraria da Ordem Terceira dos Mínimos e a atual Igreja de São Francisco de Paula – Largo de São Francisco, no Rio de Janeiro. No início,  a Ordem mandou construir para si em 1757 uma casa própria e depois resolveu edificar uma capela à sua altura, inicialmente abrigada na Igreja de Santa Cruz dos Militares.
Nessa qualidade, em 1759 lançou a pedra fundamental de uma pequena ermida para abrigar a Venerável Ordem Terceira dos Mínimos de São Francisco de Paula. Essa edificação seria o embrião da atual Igreja de São Francisco de Paula, no Largo de São Francisco de Paula, no Rio de Janeiro.
Note-se que já o solar que tinha em Viana do Castelo, aquele que hoje é conhecida pela Casa e Capela das Malheiras, mandado construir ou remodelar por ele tinha como protector o mesmo santo mínimo.
Ainda na cidade do Rio, integrou o triunvirato que assumiu o governo da Capitania do Rio de Janeiro, em 1763, após a morte do Gomes Freire de Andrade, 1.º Conde de Bobadela.
Frei Antônio (Dom Antônio do Desterro) como Bispo do Rio de Janeiro, fundou em 1763 o hospital para leprosos no bairro de São Cristóvão no Rio de Janeiro. Hoje este hospital e denominado Hospital Frei Antônio.

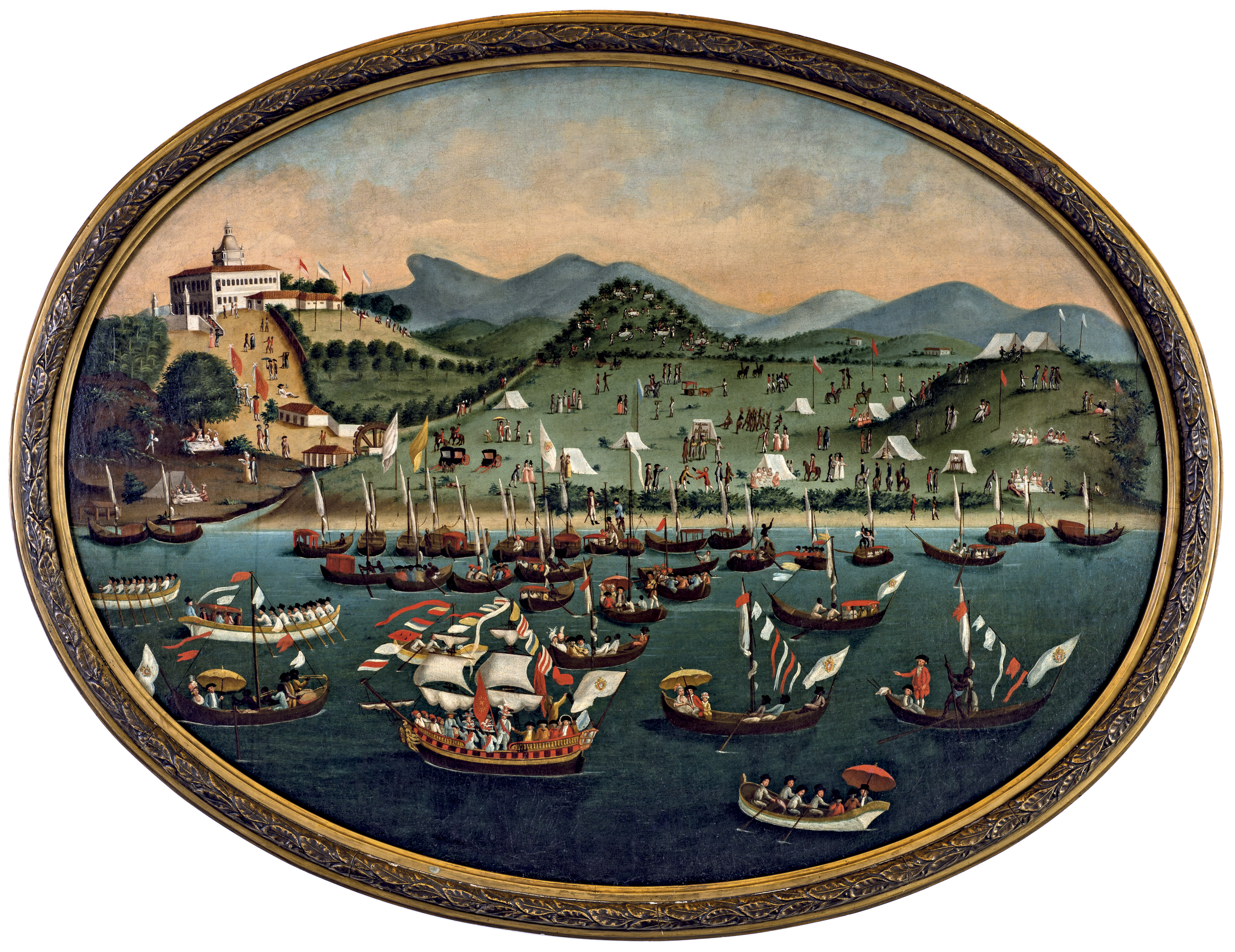
Procissão marítima diante do Hospital dos Lázaros, fundado pelo Frei Antônio. Pintura de Leandro Joaquim, c. 1790. Coleção do Museu Histórico Nacional.

Tendo os moradores de São José de Taquari (atual Taquari, no Rio Grande do Sul), edificado uma capela, a mesma, por provisão do Frei Antônio do Desterro, a 11 de maio de 1764, foi elevada a curato.
Em 26 de março de 1772 criou a freguesia de Porto Alegre. Na ocasião, o nome de Porto de São Francisco dos Casais foi alterado para Nossa Senhora Madre de Deus de Porto Alegre, atual Porto Alegre.
Frei Galvão foi ordenado sacerdote a 19 de julho de 1792, no Rio de Janeiro, por este religioso.

## Dados genealógicos
Filho de:
- Ventura Malheiro Reimão Marinho, fidalgo da Casa Real e familiar do Santo Ofício, senhor de Pomarchão, e de
- Páscoa Pereira Ferraz, filha de Lourenço Pereira de Távora, fidalgo da Casa real e cavaleiro da Ordem de Cristo, e Mécia Pereira Ferraz.